# Eurocon 1994
Eurocon 1994, acronim pentru Convenția europeană de science fiction din 1994 a avut loc în Timișoara, România, pentru prima dată. Organizatorii acestei prime convenții Eurocon din România au fost membrii cenaclului literar Helion, H. G. Wells cu ajutorul Ministerul Tineretului din România.
Invitații de onoare ai acestei întruniri au fost John Brunner, Peter Cucska, Herbert W. Franke, Joe Haldeman, Moebius, Roberto Quaglia și Norman Spinrad.

## Premii acordate

### Hall of Fame
- cel mai bun autor: Boris Shtern (Ucraina)
- cel mai bun artist: Dimitre Iankov (Bulgaria)
- cel mai bun editor: Nemira (România) +
- cea mai bună revistă: Jurnalul SF (România)
- Cel mai bun organizator: Cornel Secu (România)

### Honoray Award
- Ivailo Runev (Bulgaria - post mortem)

### Spirit of Dedication Awards
- cea mai bună revistă: The Science Fact & Science Fiction Concatenation (Marea Britanie)
- Cea mai bună performanță: Adrian Budritzan's Laser Show (România)
- Cea mai bună operă de artă: Tudor Popa (România)

### Premii de încurajare
- Bulgaria: Christo Poshtakov (autor nou)
- Finlanda: Risto Isomaki (autor nou)
- Marea Britanie: Jeff Noon ((autor nou)
- Ucraina: Lev Vershenen (autor nou)
- România: Tudor Popa (artist nou)

### Premiu special
- Alexandru Mironov (România) - pentru contribuția sa la EuROCon '94